# Polyotidium huebneri
Polyotidium huebneri là một loài thực vật có hoa trong họ Lan. Loài này được (Mansf.) Garay miêu tả khoa học đầu tiên năm 1958.